# Linea Kaigan
La linea Kaigan (海岸線?, Kaigan-sen), anche chiamata linea Blu e le cui stazioni sono indicate con la lettera K, è una delle due linee della metropolitana di Kōbe nella città omonima in Giappone. La linea, come deducibile dal nome Kaigan che significa "costiero", segue la costa e il porto. I treni sfruttano la tecnologia del motore lineare.

## Storia
La linea è stata inaugurata in tutto il suo percorso il 7 luglio 2001. Sin dall'inizio erano previste estensioni verso la stazione di Shin-Kōbe passando per Sannomiya e verso il quartiere di Higashinada-ku. Tuttavia al momento non è prevista l'esecuzione dell'estensione.

## Fermate
| Numero | Stazione                | Giapponese                               | Distanza | Distanza da Shin-Kōbe | Collegamenti | Posizione |
| ------ | ----------------------- | ---------------------------------------- | -------- | --------------------- | --- | --------- |
| K01    | Sannomiya-Hanadokeimae  | 三宮・花時計前                           | -        | 0.0                   | Stazione di Sannomiya Linea Seishin-Yamate (S03) ● Linea Hankyu Kobe ● Linea Kōbe Kōsoku ● Linea principale Hanshin ● Linea Port Island (P01) Stazione di Sannomiya ■ Linea principale Tōkaidō (Linea JR Kōbe) | Chūō-ku   |
| K02    | Kyūkyoryūchi-Daimarumae | 旧居留地・大丸前                         | 0.5      | 0.5                   | ■ Linea principale Tōkaidō (Linea JR Kōbe) (stazione di Motomachi) ● Linea principale Hanshin, Linea Kōbe Kōsoku (stazione di Motomachi)                                                                       | Chūō-ku   |
| K03    | Minato Motomachi        | みなと元町（ワコーレ和田興産前）         | 0.8      | 1.3                   | | Chūō-ku   |
| K04    | Harborland              | ハーバーランド（デュオこうべ前）         | 1.0      | 2.3                   | ■ Linea principale Tōkaidō, Linea principale Sanyō (Linea JR Kōbe) (stazione di Kōbe) ● Linea Kōbe Kōsoku ● Linea Kōbe Kōsoku (stazione di Kōsoku Kōbe)                                                        | Chūō-ku   |
| K05    | Chūō-Ichibamae          | 中央市場前                               | 1.4      | 3.7                   | | Hyōgo-ku  |
| K06    | Wadamisaki              | 和田岬（三菱神戸病院前）                 | 0.9      | 4.6                   | ■ Linea principale Sanyō (Linea Wadamisaki) | Hyōgo-ku  |
| K07    | Misaki-Kōen             | 御崎公園（ホムスタ前）                   | 1.1      | 5.7                   | | Hyōgo-ku  |
| K08    | Karumo                  | 苅藻（三ツ星ベルト前）                   | 0.8      | 6.5                   | | Nagata-ku |
| K09    | Komagabayashi           | 駒ヶ林（三国志のまち・アグロガーデン前） | 0.8      | 7.3                   | | Nagata-ku |
| K10    | Shin-Nagata             | 新長田（鉄人28号前）                     | 0.6      | 7.9                   | Linea Seishin-Yamate (S09) ■ Linea principale Sanyō (Linea JR Kōbe) | Nagata-ku |